# Cohicaleyrodes crossopterygis
Cohicaleyrodes crossopterygis là một loài côn trùng cánh nửa trong họ Aleyrodidae, phân họ Aleyrodinae.
Cohicaleyrodes crossopterygis được Bink-Moenen miêu tả khoa học đầu tiên năm 1983.